# 庞蒙修道院

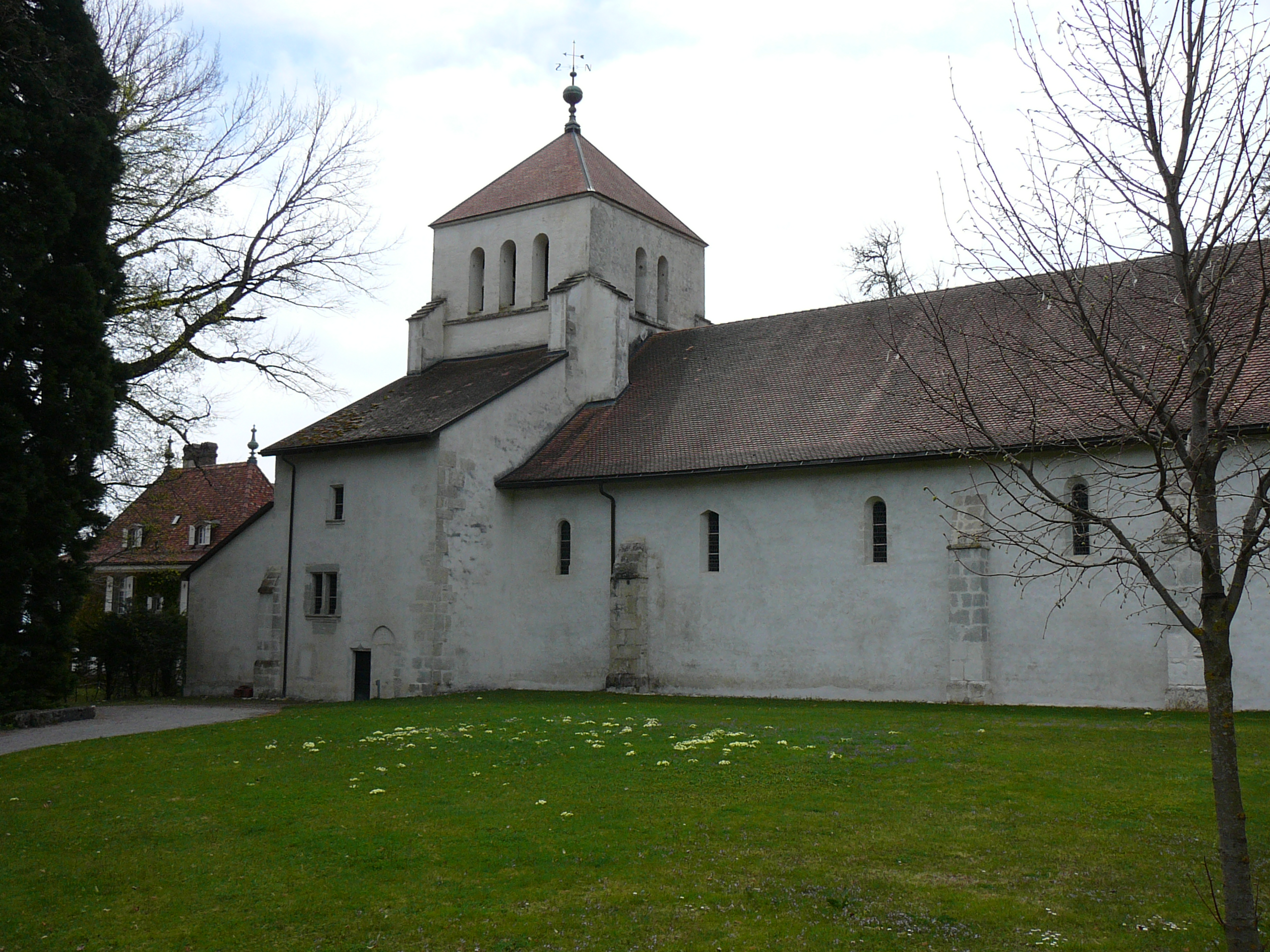
修道院附属教堂

庞蒙修道院（法語：Abbaye de Bonmont）是瑞士西部的一处熙笃会修道院，位于沃州的谢瑟雷镇，尼永市区西北8公里。
修道院始建于12世纪。1536年，在世俗化运动中，修道院成为沃州财产。至今仅教堂尚存。